# グリーレルペトン
グリーレルペトン（学名：Greererpeton）は、石炭紀前期の北米に生息していた初期の四肢動物。二次的に水生に戻ったコロステウス科の一員である。学名は最初の発掘地であるウェストバージニア州の地名Greerにちなみ、「グリーレの這う者」の意。この地の採石場で保存状態の良い骨格が多数発見された。

## 特徴
頭骨も体も扁平で、胴体も尾も非常に長い。脊椎は40以上の椎骨からなる。四肢も貧弱で、完全な水生種だったと考えられる。全長約1.5メートルで頭骨の長さは18センチメートルほど。
後に分椎目が獲得したような、鼓膜が収まっている耳切痕はまだない。聴覚器官が発達した種では鼓膜の振動を伝達するのに使われる鐙骨はあるが、太く頑丈で支柱としての意味しか持たない。そのかわりに魚類や他の水生両生類のように側線器官があり、水の振動を感じ取ることが出来た。
腹部は頑丈な鱗で覆われ、背部にも鱗があったらしい。イクチオステガなどの原始的な種と共通する特徴である。
現生のオオサンショウウオのような待ち伏せ型の捕食者だったらしい。
空椎亜綱のネクトリド目や細竜目といくらかの共通性があり、これらとの系統関係が考えられている。